# Odenwald

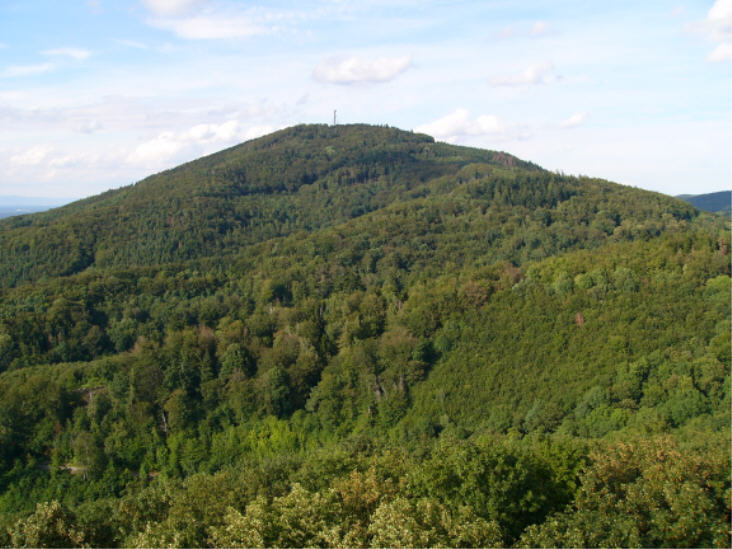
Dealul Melibokus din Odenwald

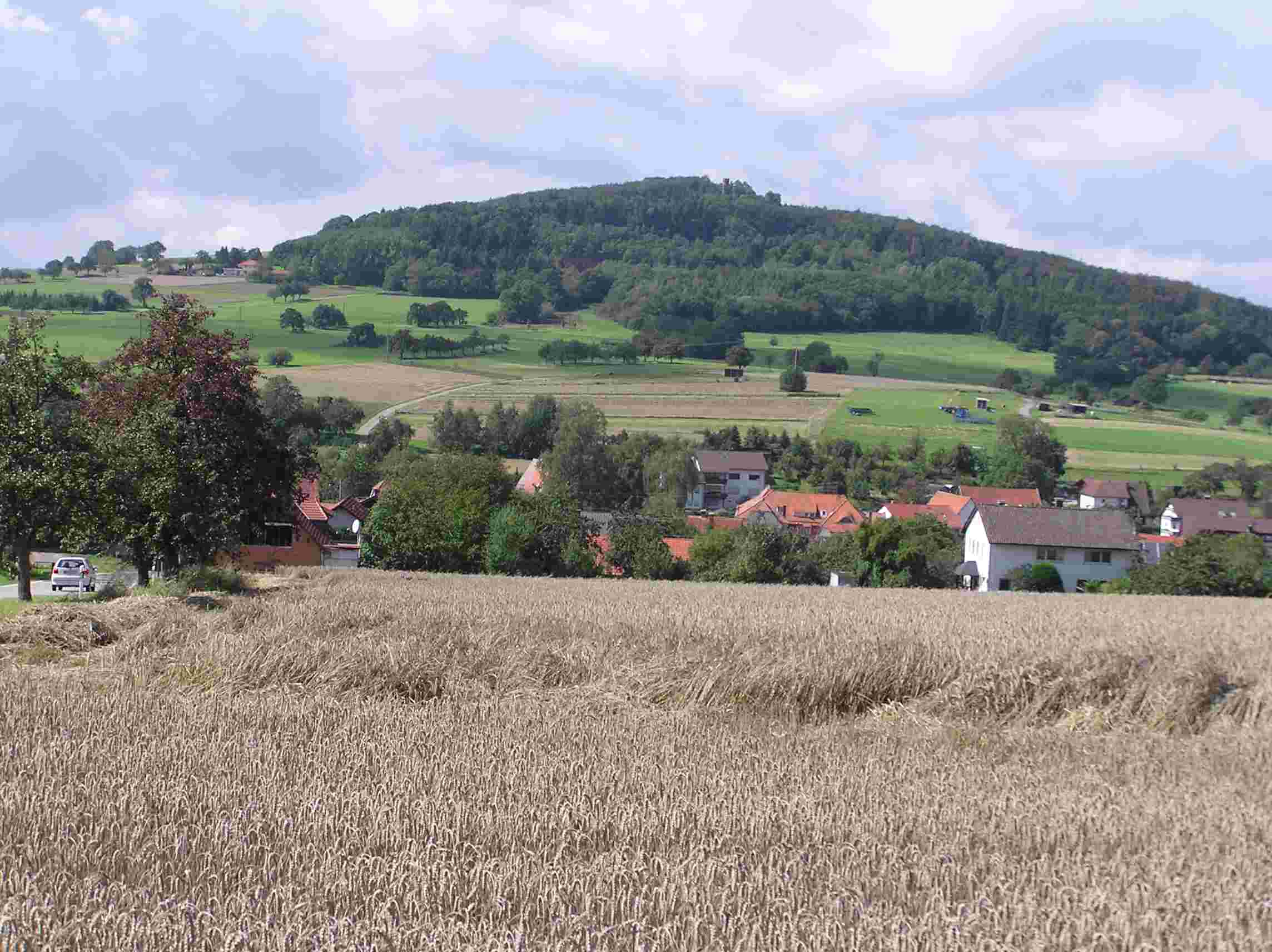
Dealul Katzenbuckel, cel mai înalt din Odenwald

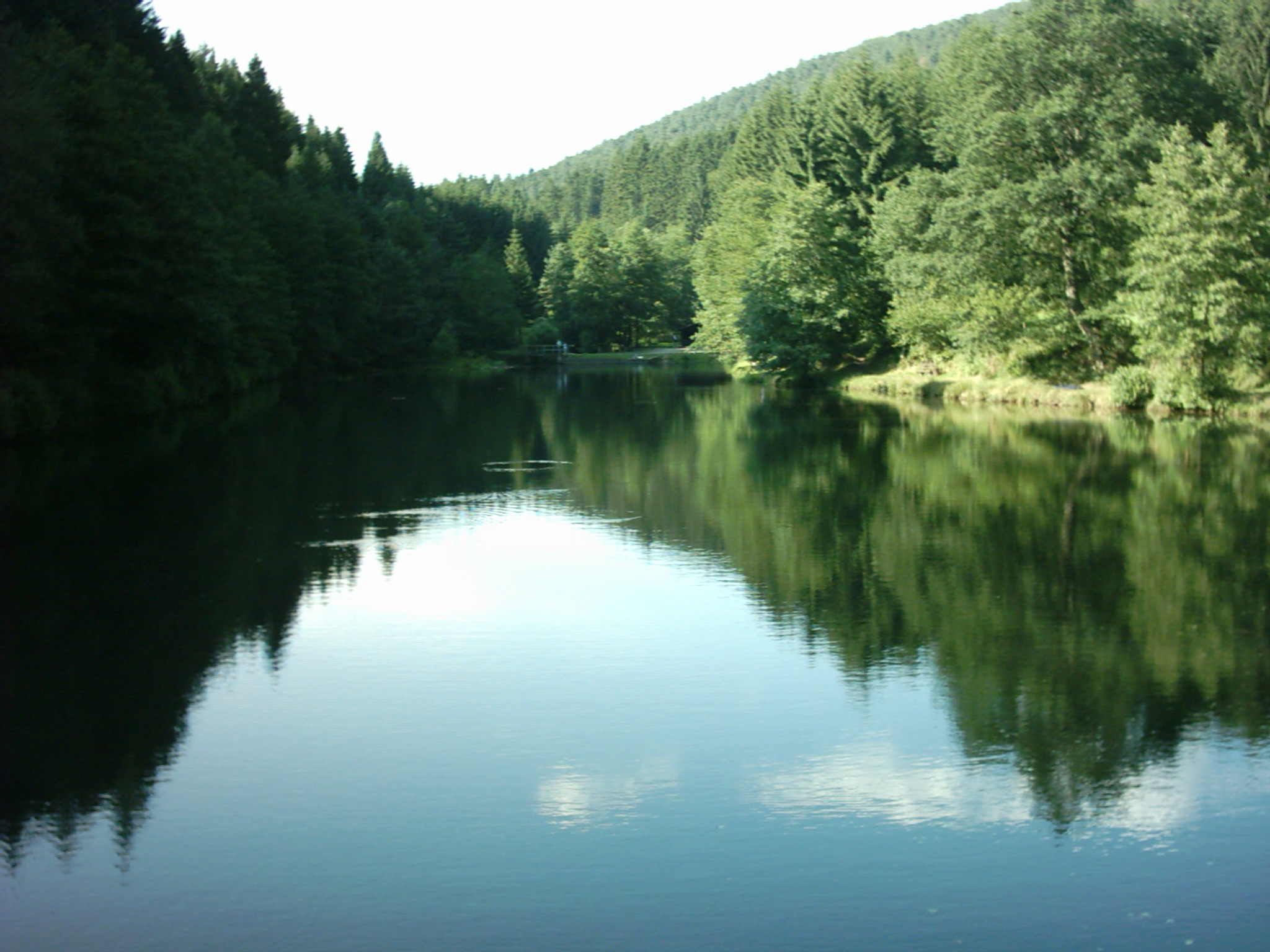
Lacul Eutersee la Hesseneck

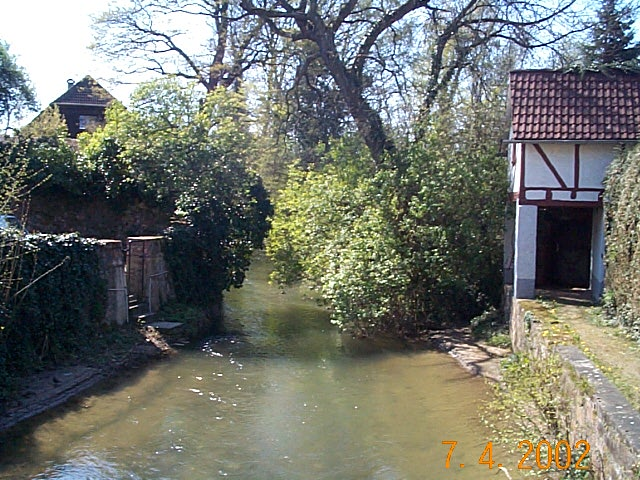
Râul Gersprenz la Dieburg

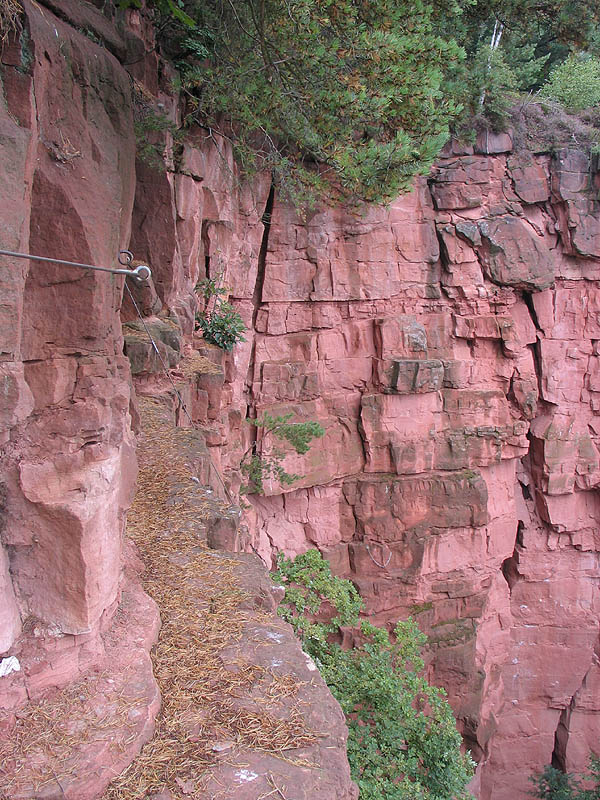
Brâna de urcuş în zona stâncoasă Breuberg-Hainstadt

Odenwald este o zonă colinară din sud-vestul Germaniei, acoperind sudul landului Hessa, nordul Bavariei precum și partea de nord a landului Baden-Württemberg. Zona este limitată la vest de valea Rinului Superior, iar la est de râul Main. Vârful cel mai înalt este Katzenbuckel cu o altitudine de 626 m deasupra mării.